# Локница (Псковская область)
Локница — деревня в Бежаницком районе Псковской области. Входит в состав сельского поселения муниципальное образование «Ашевское».

## География
Расположена в 19 км к северо-западу от райцентра, посёлка Бежаницы, и в 22 км к северо-западу от волостного центра, деревни Махново.

## История
В 19 веке в состане Новоржевского уезда Псковской губернии.
01.03.1917 - 31.07.1927 - в составе Ашевской волости Новоржевского уезда Псковской губернии.
01.08.1927 - 30.06.1930 - Ашевский сельсовет Бежаницкий район Псковский округ
01.07.1930 - 31.12.1934 - Ашевский сельсовет Бежаницкий район Ленинградская область.
01.01.1935г. передана в Калининскую область.
До 3 июня 2010 года деревня входила в состав ныне упразднённой Ашевской волости.

## Население
Численность населения по оценке на 2000 год составляла 6 жителей.